# 選挙部政治資金課
選挙部政治資金課（せんきょぶせいじしきんか）は、総務省自治行政局選挙部内に置かれている課の一つ。

## 概要
政治資金制度、収支報告書の公表、政党助成制度などの業務を行っている。

### 所掌
総務省組織令（平成31年3月29日政令第80号）第54条に所掌事務が規定されている。
```
（政治資金課の所掌事務）
第54条 政治資金課は、次に掲げる事務をつかさどる。
一 
政治資金
に関する制度の企画及び立案に関すること。
二 
政治団体
の届出及び公職の候補者に係る
資金管理団体
の届出の受理並びに届出事項の公表に関すること。
三 政治団体の
収支報告書
の受理及びその要旨の公表に関すること。
四 
政党助成
に関すること。
五 
中央選挙管理会
の庶務に関すること。
```

## 課長
| 氏名   | 就任日        | 前職                                                                                        |
| ------ | ------------- | ------------------------------------------------------------------------------------------- |
| 小谷敦 | 2020年7月20日 | 消防庁国民保護・防災部防災課長 総務省自治行政局地域政策課 厚生労働省医政局 厚生労働省健康局 |